# Picada (Spagna)
Picada è una delle salse caratteristiche e tecniche culinarie basilari della cucina catalana e valenzana.
Non è una salsa "indipendente" come la maionese o il romesco, ma viene aggiunta come condimento durante la cottura di un piatto.
Di solito la preparazione comincia con altri preparati come il soffritto e termina con l'aggiunta della picada pochi minuti dopo la cottura.
Viene usata per miscelare e addensare i succhi, per fornire un tocco finale ad una serie di ricette a base di carne, pesce, riso, legumi, vegetali.
Gli ingredienti comuni più usati sono aglio, zafferano, prezzemolo. Altre ingredienti usati meno sono: la cannella, il fegato cotto di pollo o coniglio, cioccolato, cumino ed altre spezie.
La picada è preparata nel mortaio che deve contenere 3 ingredienti: mandorle, pane ed un liquido a scelta.